# Backhaus (Engelthal)

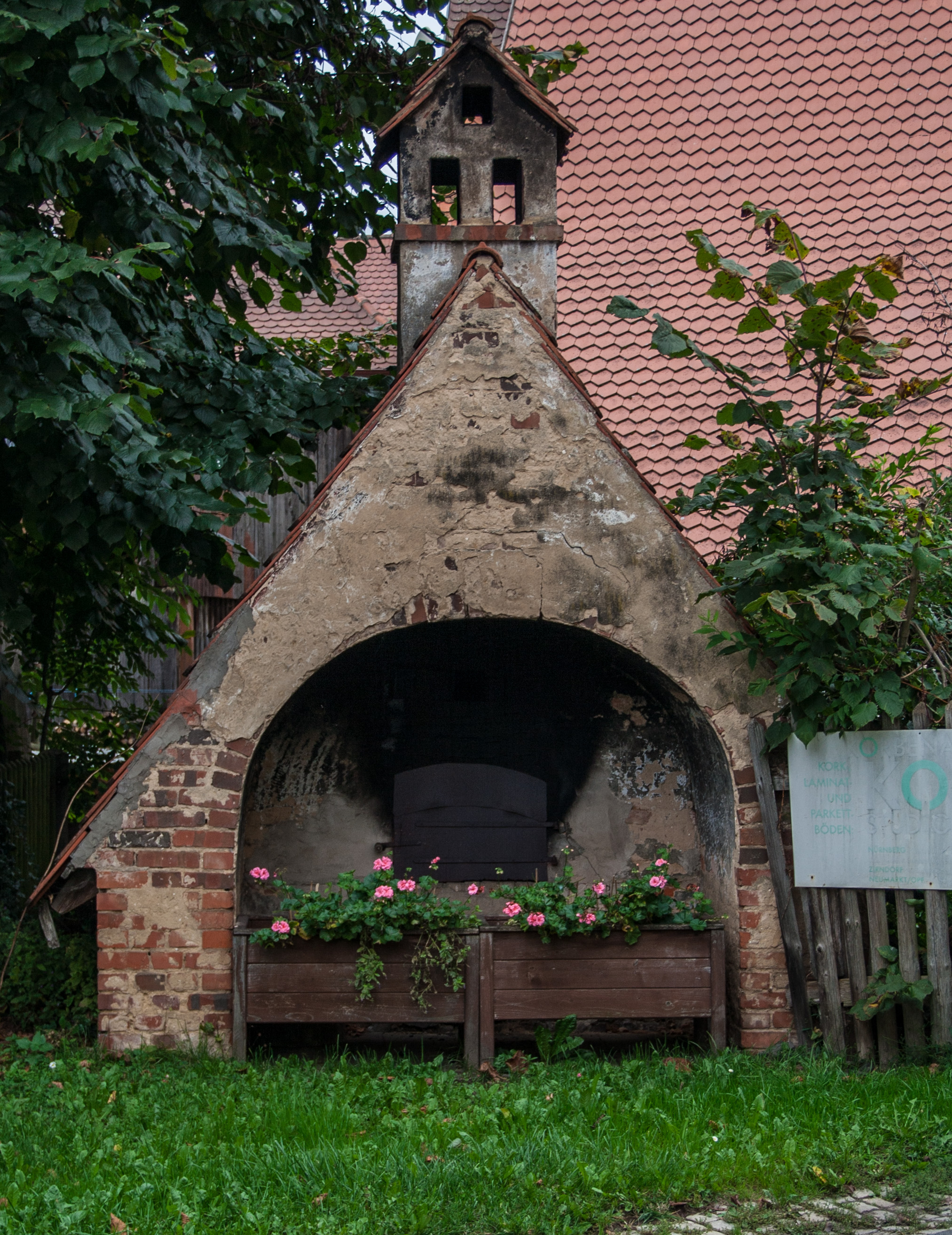
Backhaus in Engelthal

Das Backhaus in Engelthal, einer Gemeinde im Landkreis Nürnberger Land im nördlichen Bayern, wurde im 19. Jahrhundert errichtet. Das Backhaus an der Hauptstraße 53 ist ein geschütztes Baudenkmal.
Der eingeschossige Bau aus Ziegelsteinmauerwerk besitzt einen offenen Zugang an der Giebelseite.